# بني عمار (نزالة بني عمار)
بني عمار هي إحدى مشيخات المملكة المغربية، تتبع جغرافيا لعمالة مكناس وإداريًا لنزالة بني عمار. يقدر عدد سكانها بـ 4800 نسمة حسب الإحصاء الرسمي للسكان والسكنى لسنة 2004.